# Rudziniec Gliwicki
Rudziniec Gliwicki – stacja kolejowa w Rudzińcu, w województwie śląskim, w Polsce. Znajduje się na linii 137 Katowice - Legnica.

## Ruch pasażerski
| Rok  | Wymiana pasażerska na dobę |
| ---- | -------------------------- |
| 2017 | 150-199                    |
| 2022 | 100-149                    |